# Uomo Ragno nei film
L'Uomo Ragno, personaggio dei fumetti Marvel Comics, è stato trasposto come protagonista sul grande schermo in dodici occasioni tra il 2002 e il 2023 (tra cui tre film d'animazione, il cui terzo è in lavorazione, e otto live action). Progetti concreti legati agli adattamenti cinematografici sul supereroe sono stati messi in cantiere sin dal 1985, ma il primo film è uscito nelle sale cinematografiche solo 17 anni dopo, diretto da Sam Raimi e con Tobey Maguire nel ruolo del protagonista. Il film Spider-Man e i due successivi capitoli hanno dato vita ad una trilogia di grande successo, che ha ottenuto complessivamente circa 2,5 miliardi di dollari di incasso in tutto il mondo. Nel 2010, in seguito a dei naufragati progetti inerenti a Spider-Man 4, Spider-Man 5 e Spider-Man 6, è iniziata invece la produzione di un reboot della saga, con il film The Amazing Spider-Man, uscito a luglio 2012, diretto da Marc Webb e interpretato da Andrew Garfield, che ritornarono anche nel capitolo successivo, The Amazing Spider-Man 2 - Il potere di Electro.
Erano previsti due spin-off della saga The Amazing Spider-Man sui Sinistri Sei e Venom, tuttavia nel febbraio 2015 viene annunciato un accordo tra Sony Pictures Entertainment e i Marvel Studios per produrre un nuovo reboot di Spider-Man ambientato nel Marvel Cinematic Universe: il personaggio è apparso prima in Captain America: Civil War, e poi come protagonista di Spider-Man: Homecoming, uscito nel luglio 2017, Spider-Man: Far from Home, uscito nel luglio 2019 e, a dicembre 2021, Spider-Man: No Way Home, che raggiunge il miliardo di dollari d'incasso in pochi giorni.
A seguito di questo accordo la saga The Amazing Spider-Man viene cancellata, ma gli spin off sui Sinistri Sei e su Venom rimangono comunque in lavorazione. Nel marzo 2017 viene annunciato il primo film del franchise Sony's Spider-Man Universe Venom, uscito il 4 ottobre 2018 con Tom Hardy nel ruolo del protagonista Eddie Brock. Nell'ottobre 2021 esce un sequel, Venom - La furia di Carnage, mentre un terzo capitolo della saga, Morbius (con Jared Leto nel ruolo del protagonista Michael Morbius), è uscito il 31 marzo 2022. Il 14 marzo 2024 invece è uscito nelle sale Madame Web (con Dakota Johnson protagonista, che interpreta Cassandra Web), il film è stato aspramente criticato sia da pubblico che sala stampa e gli incassi sono stati molto inferiori ai film precedenti dello stesso universo.

## I primi live action

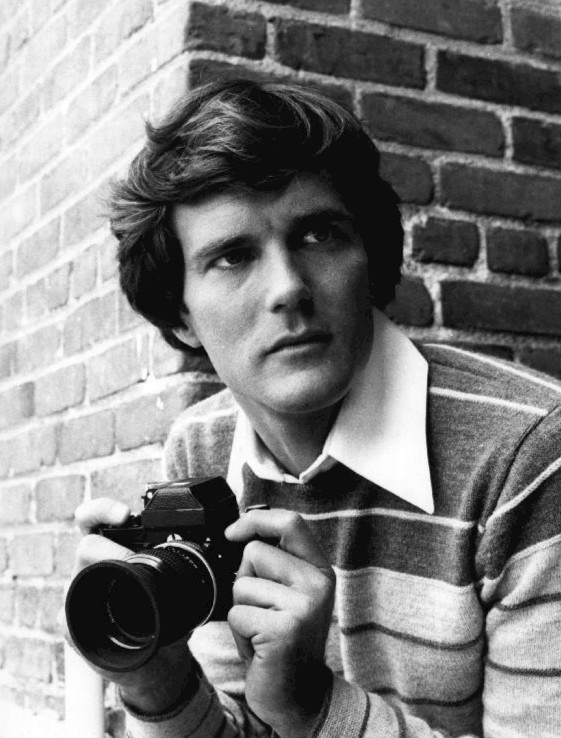
Nicholas Hammond nei panni di Peter Parker.

A 15 anni dalla creazione del personaggio, nel 1977, il network televisivo CBS decise di produrre la serie televisiva in live action The Amazing Spider-Man, con Nicholas Hammond nel ruolo del protagonista. La serie TV ebbe successo ma la carenza di personaggi presi dalle storie originali, la mancanza di criminali con superpoteri, gli effetti speciali poco mirabolanti e i costi di produzione che divennero troppo alti, si fermò dopo 15 episodi, raccolti in due stagioni. Dal 1980 al 1990 venne accarezzata (ma mai messa in cantiere) l'idea di far incontrare il personaggio con altre leggende della Marvel, compresi gli interpreti de L'incredibile Hulk, ovvero Bill Bixby (David Bruce Banner) e Lou Ferrigno (Hulk). Alcuni degli episodi prodotti vennero adattati nei film per la televisione L'Uomo Ragno (1977), L'Uomo Ragno colpisce ancora (1978) e L'Uomo Ragno sfida il Drago (1979).

### L'Uomo Ragno(1977)
Nel 1977 venne distribuito al di fuori degli Stati Uniti dalla Columbia Pictures l'episodio pilota della serie televisiva The Amazing Spider-Man come film stand-alone intitolato Spider-Man. Diretto da E. W. Swackhamer e scritto da Alvin Boretz, è interpretato da Nicholas Hammond nei panni del protagonista, David White nei panni di J. Jonah Jameson e Jeff Donnell nei panni di May Parker. Il film è stato presentato in anteprima su CBS il 14 settembre 1977 e ha ricevuto un'uscita in VHS nel 1980.

### L'Uomo Ragno colpisce ancora(1978)
Nel 1978 viene rieditato, e distribuito al di fuori degli Stati Uniti come lungometraggio, l'episodio in due parti "Deadly Dust" della serie televisiva The Amazing Spider-Man, con il titolo L'Uomo Ragno colpisce ancora. Nicholas Hammond riprende il ruolo di Peter Parker / Spider-Man mentre Robert F. Simon sostituisce David White nel ruolo di J. Jonah Jameson. Il film è uscito nelle sale l'8 maggio 1978.

### L'Uomo Ragno sfida il Drago(1981)
Nel 1981 venne tratto un film dal finale della serie televisiva The Amazing Spider-Man, "The Chinese Web", utilizzando lo stesso metodo utilizzato per realizzare L'Uomo Ragno colpisce ancora, fu distribuito come L'Uomo Ragno sfida il Drago nei territori europei. Nicholas Hammond e Robert F. Simon riprendono rispettivamente i ruoli di Peter Parker / Spider-Man e J. Jonah Jameson. È stato diretto da Ron Satlof e scritto da Robert Janes. Altri attori includono Rosalind Chao, Benson Fong ed Ellen Bry.

## Sviluppo

### I diritti in mano a Cannon Films
La pessima performance di Superman III bloccò temporaneamente la produzione di ulteriori adattamenti di fumetti supereroistici. Nel 1985, Roger Corman propose a Hollywood di adattare il fumetto Marvel Comics Spider-Man: l'idea non venne accettata e il progetto scadde subito.
Sempre nel 1985, i due vertici della Cannon Films, i cugini Menahem Golan e Yoram Globus, acquisirono i diritti cinematografici di Spider-Man a tempo determinato per circa 250000 $. Nel caso il progetto non si fosse sviluppato ulteriormente, i diritti sarebbero dovuti tornare come da contratto alla Marvel Comics nel 1990. Golan e Globus proposero come regista Tobe Hooper ed assegnarono a Leslie Stevens la stesura di una sceneggiatura che rispecchiasse la loro visione dell'Uomo Ragno. La storia avrebbe trattato la trasformazione del giornalista dilettante Peter Parker, a seguito di un bombardamento di radiazioni, in un mostruoso uomo-tarantola con l'animo buono.
Ritenendo avessero frainteso il personaggio, la Marvel Comics scartò la proposta, ma continuò a premere su un possibile adattamento: la Cannon assunse allora due nuovi sceneggiatori, Ted Newsom e John D. Brancato, incaricati di scrivere una storia originale. Nella nuova sceneggiatura veniva introdotto il personaggio del Dottor Octopus, originariamente maestro e mentore di Parker, come antagonista. Vennero assoldati il regista Joseph Zito e lo sceneggiatore Barney Cohen. Per il nuovo progetto fu stanziato un budget tra i 15 e i 20 milioni di dollari.
Prima dell'inizio del casting, Zito propose di utilizzare lo stuntman Scott Leva per il ruolo di Spider-Man; si fece anche il nome di Tom Cruise. Per il ruolo del Dottor Octopus entrò in negoziato Harrison Ford, mentre il creatore di Spider-Man, Stan Lee, si propose per il ruolo di J. Jonah Jameson. Le attrici Lauren Bacall e Katharine Hepburn furono invece candidate per impersonare zia May. Peter Cushing e Adolph Caesar furono considerati per altri ruoli.
Tuttavia, il progetto subì un ridimensionamento, poiché la Cannon finanziò in quel periodo film costosi ma di scarso successo come Superman IV e I dominatori dell'universo. Quando la spesa preventiva venne abbassata a 10 milioni, Joseph Zito si tirò fuori dal progetto, ritenendo la cifra sin troppo esigua: la Cannon assunse allora un gruppo di sceneggiatori, tra cui Shepard Goldman, Don Michael Paul, Ethan Wiley e Albert Pyun (scelto anche come regista), per riscrivere in parte il copione adattandolo ad un film più low-budget. A detta di Scott Leva, che, pur non essendo mai stato confermato nel ruolo, comparve in un gran numero di materiale promozionale nei panni di Spider-Man, le continue riscritture non giovarono al progetto, la cui qualità della sceneggiatura passò da "buona, con solo qualche dettaglio da sistemare" a "insalvabile".
Nel 1988 si fece anche il nome di Ruggero Deodato come possibile regista. Il film fu tuttavia messo in stallo, quando la Cannon Films entrò in una crisi finanziaria che la porterà alla bancarotta nel 1994.
Nel 1989, lo studio di produzione Pathé acquisì la Cannon. Con lo scioglimento della major, Globus e Golan si separarono: il primo rimase con la Pathé, mentre il secondo gli preferì la 21st Century Film Corporation; Golan propose a questa di distribuire il film su Spider-Man nel 1992, ed estese il contratto con la Marvel Comics fino a quell'anno. Golan recuperò la sceneggiatura originale del 1985, eliminando i tagli decretati dalla defunta Cannon, e la propose alla 21st, che accettò, fissando per la fine del 1989 l'inizio della produzione. Stephen Herek venne contattato per dirigere il film, mentre ulteriori riscritture vennero da Frank LaLoggia e Neil Ruttenberg.

### Il progetto di James Cameron

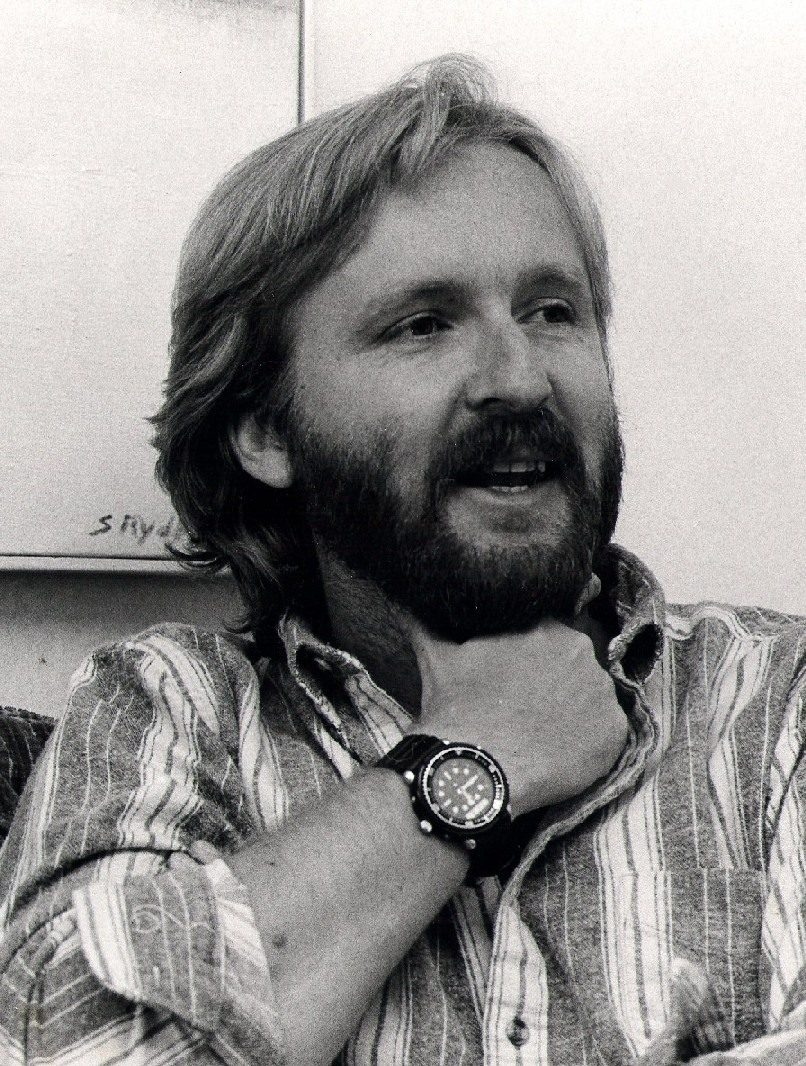
James Cameron

Nel 1991, James Cameron stilò 47 pagine di una sceneggiatura alternativa a quella proposta per Spider-Man. Cameron, infatti, era un grande appassionato del personaggio e da tempo desiderava di realizzare una pellicola incentrata su di lui. Presentò dunque il proprio lavoro alla Carolco Pictures, che deteneva i diritti del personaggio, la quale rimase molto colpita dal suo lavoro e decise di finanziare la pellicola. Anche Stan Lee, creatore dell'Uomo Ragno, diede la sua più totale benedizione al progetto, definendo il progetto «fresco e originale». Cameron scelse di raccontare un film di origini, spiegando come mai Peter Parker aveva sviluppato i suoi poteri e come era diventato Spider-Man, ma apportò alcune modifiche alla storia originale, in particolare scelse di far sì che l'eroe mutasse "biologicamente" in modo da sparare le ragnatele dai polsi. Per il regista, infatti, era inconcepibile che un adolescente, sia pur geniale, avesse potuto inventare e costruire da solo dei lanciaragnatele. Cameron modificò anche le origini dei due antagonisti, ovvero Electro e l'Uomo Sabbia. Il primo non si chiamava Max Dillon come nei fumetti, ma Carlton Strand: si trattava di un corrotto capitalista megalomane che aveva ottenuto il potere di manipolare l'elettricità in seguito ad un incidente. Il suo scagnozzo, ovvero l'Uomo Sabbia (ribattezzato da Cameron con il semplice nome di Boyd), era relativamente simile nel comportamento e nei poteri alla sua controparte fumettistica. Lo scontro finale tra Spider-Man e i due antagonisti venne collocato in cima alle Torri Gemelle e, nella scena finale, l'eroe uccideva Electro e svelava a Mary Jane la sua "identità segreta".
Per la parte di Peter Parker, Cameron avvicinò al progetto un giovanissimo e non famosissimo Leonardo DiCaprio. «Il progetto non era pronto a partire, ma c’era una sceneggiatura» commentò l'attore: «So che James era più che deciso a dirigerlo a un certo punto, ma le discussioni non sono andate molto avanti». Il progetto, infatti, si arenò quando, nel 1995, la Carolco entrò in bancarotta per problemi economici e giudiziari. Dopo aver provato, inutilmente, a convincere la 20th Century Fox, ad acquisire i diritti su Spider-Man, Cameron abbandonò definitivamente il progetto. Successivamente, i diritti finirono alla Sony mentre Cameron ormai aveva iniziato a lavorare a Titanic. Il film di Spider-Man di Sam Raimi, che uscirà nel 2002, manterrà molti elementi proposti proprio nel trattamento di Cameron, come la "mutazione biologica" degli spara-ragnatele. Tuttavia nei crediti del film di Raimi non venne citato Cameron, cosa che non piacque molto al regista.

## La trilogia diretta da Sam Raimi

Il logo della trilogia di Spider-Man diretta da Sam Raimi

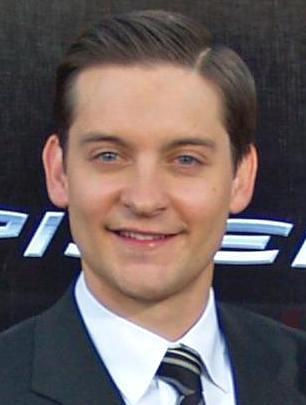
Tobey Maguire, interprete di Spider-Man nella trilogia di Sam Raimi.

A distanza di un anno, la Columbia Pictures, un'associata della Sony Pictures Entertainment, comprò i diritti cinematografici al prezzo di 7000000 € . Nel 2000, lo studio di produzione, acquisì inoltre tutte le sceneggiature proposte per adattare il fumetto. I primi candidati alla regia furono Ruggero Deodato, Roland Emmerich, Tim Burton, Chris Columbus e David Fincher; quest'ultimo declinò l'offerta in quanto voleva adattare il fumetto La notte in cui morì Gwen Stacy, contrariamente alla volontà dello studio di produzione che voleva un film sulle origini del personaggio.

### Spider-Man(2002)
Dopo una serie di progetti mai andati in porto per anni per una trasposizione cinematografica del personaggio, la casa di produzione Sony Pictures Entertainment affidò la produzione di Spider-Man, uscito nel 2002, al regista Sam Raimi e allo sceneggiatore David Koepp. La parte di Peter Parker fu affidata al giovane Tobey Maguire, e per il ruolo del suo avversario Goblin fu ingaggiato Willem Dafoe. Accanto ai due vi sono Kirsten Dunst come Mary Jane Watson, di cui Parker è innamorato, mentre James Franco è Harry Osborn, miglior amico del ragazzo.
Nella pellicola si assiste all'origine del personaggio, con l'impacciato Parker morso da un ragno geneticamente potenziato. Il ragazzo vede lo zio morire quando, grazie alle sue nuove abilità, avrebbe potuto salvarlo: questo lo porta a prendere la decisione di combattere la criminalità nelle vesti dell'Uomo Ragno, sotto la cui identità dovrà affrontare il Goblin, sotto la cui maschera si nasconde l'industriale Norman Osborn, vittima di un esperimento che ne ha modificato la personalità.

### Spider-Man 2(2004)
Spider-Man si rivelò un record al botteghino, ottenendo più di 800 milioni di dollari in tutto il mondo e diventando uno dei film più visti del 2002. Seguì un sequel, Spider-Man 2, diretto sempre da Raimi e interpretato da Maguire. Il lungometraggio vede il protagonista affrontare lo scienziato Otto Octavius (Alfred Molina), diventato il supercriminale Dottor Octopus. Uscito nel giugno 2004, ha ottenuto ottime recensioni da parte di critici quali Roger Ebert, e riceve il premio Oscar per i migliori effetti speciali.

### Spider-Man 3(2007)
Nel 2007 Raimi diresse il terzo capitolo della trilogia, Spider-Man 3, dove Peter Parker si trovava ad affrontare il simbionte alieno Venom (Topher Grace) e l'Uomo Sabbia (Thomas Haden Church). Il film ottenne un incasso maggiore dei precedenti, ma ricevette critiche a volte contrastanti. Per le scene di violenza presenti venne classificato com PG-13 da MPAA e 12 da BBFC. Ciò nonostante, mentre da un lato si prospettava un quarto capitolo della saga, dall'altra Avi Arad iniziò a parlare della possibilità di girare uno spin-off dedicato al solo Venom.

### Quarto film cancellato
Ancora prima che iniziasse la produzione di Spider-Man 3, Kevin Feige e Avi Arad progettavano sviluppi ulteriori della saga. Nonostante nel gennaio 2007 David Koepp venisse incaricato di scrivere la sceneggiatura dalla Columbia, Raimi dichiarò di essere più interessato alla trasposizione di Lo Hobbit che ad un nuovo film sull'Uomo Ragno, malgrado preventivasse comunque un'ulteriore trilogia. A complicare la realizzazione intervenne anche il diniego da parte di alcuni attori a tornare, tra cui Tobey Maguire e Kirsten Dunst, la quale specificò che non avrebbe partecipato al film se non fossero tornati anche Maguire e Raimi. Nel 2007, Spider-Man 4 entrò in sviluppo, con Raimi alla regia e Maguire, Dunst e altri membri del cast pronti a riprendere i loro ruoli. Sia un quarto che un quinto film furono pianificati e fu presa in considerazione l'idea di girarli contemporaneamente. Tuttavia, lo stesso Raimi nel marzo del 2009 diffuse la notizia che solo il quarto film era in fase di sviluppo e che, se ci fossero stati un quinto e un sesto film, questi sarebbero stati in realtà una continuazione del loro predecessore. Inizialmente, la Sony Pictures contattò nuovamente David Koepp, che aveva già sceneggiato il primo film di Spider-Man. Ma nel luglio 2007 fallirono i negoziati tra Columbia e Koepp, cosicché lo studio fu costretto a mettersi alla ricerca di un nuovo sceneggiatore. James Vanderbilt fu assunto nell'ottobre del 2007 per scrivere la sceneggiatura. In seguito la sceneggiatura fu affidata al commediografo, vincitore del premio Pulitzer, David Lindsay-Abaire e poi ulteriormente riscritta da Gary Ross nell'ottobre del 2009. Sony ingaggiò poi Vanderbilt per scrivere lo script per Spider-Man 5 e Spider-Man 6.
Nel 2007, Raimi espresse interesse nel ritrarre la trasformazione del dottor Curt Connors nel suo feroce alter ego, Lizard; l'attore Dylan Baker e il produttore Grant Curtis erano entusiasti dell'idea. Raimi discusse anche con Bruce Campbell allo scopo di proporgli un ruolo più significativo, anziché il consueto cameo. Nel dicembre del 2009 venne riportata la notizia che John Malkovich era in trattative per interpretare l'Avvoltoio e che Anne Hathaway avrebbe interpretato invece Felicia Hardy, anche se non avrebbe vestito i panni della Gatta Nera, come nei fumetti; infatti Felicia era destinata a diventare una nuova figura dai superpoteri chiamata Vulturess.
Ci furono disaccordi tra Raimi e Sony, perché la casa di produzione spinse per poter far uscire il film il 6 maggio 2011, come previsto. La Sony Pictures annunciò nel gennaio del 2010 che la produzione di Spider-Man 4 era stata chiusa a causa del ritiro di Raimi dal progetto. Raimi disse che la sua partecipazione al film si concluse a causa del dubbio che la major aveva nei suoi riguardi, sia di poter rispettare la scadenza prevista per l'uscita sia di dare il giusto apporto creativo al film.
Nonostante ciò, i produttori spiegarono che la serie sarebbe andata avanti anche senza la presenza di Maguire; commentando ciò, Raimi, si disse esterrefatto dalle scelte operate dalla casa di produzione e dalla loro ingerenza.
Nel 2010 si iniziò a parlare di una nuova versione dei nemici in Spider-Man 4: Dylan Baker sarebbe rimasto nel ruolo di Lizard, Robert Knepper avrebbe interpretato Carnage e Eliza Dushku sarebbe apparsa nei panni di Gatta Nera. Si pensava anche alla possibilità di scritturare John Malkovich come Avvoltoio. Ci furono anche voci sulla presenza degli antagonisti Kraven in un eventuale Spider-Man 6, su proposta dal produttore Grant Curris, Avvoltoio, Electro e Sinistri Sei su indicazione dello stesso Raimi. John Malkovich e Anne Hathaway vennero dati per ingaggiati come Avvoltoio e Gatta Nera.

## Il dittico diretto da Marc Webb

Il logo della saga di The Amazing Spider-Man diretta da Marc Webb

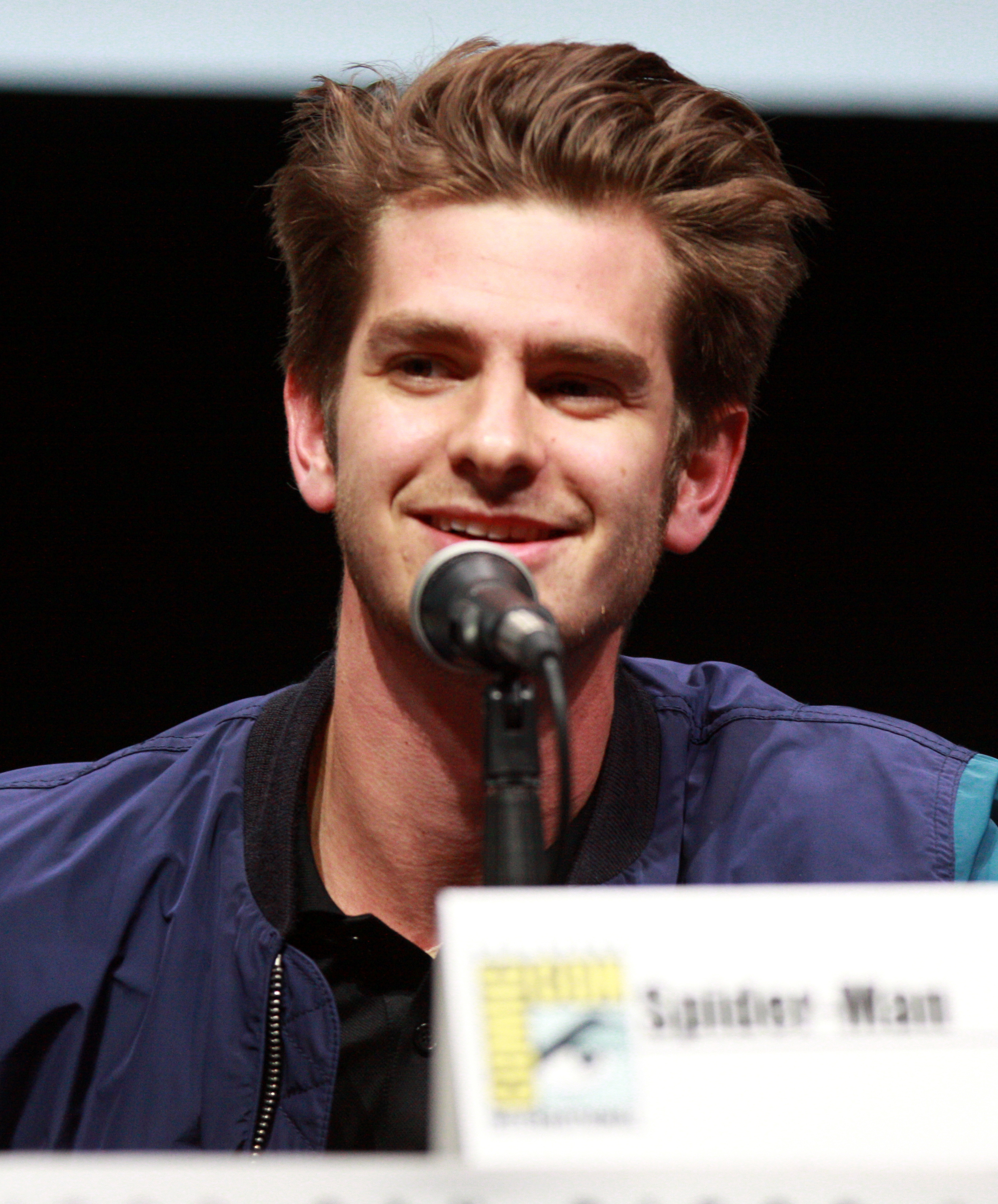
Andrew Garfield, interprete di Spider-Man nella dilogia di Marc Webb.

### The Amazing Spider-Man(2012)
The Amazing Spider-Man è un film realizzato con tecnologia 3-D, uscito nel luglio 2012, con Marc Webb alla regia e Andrew Garfield nel ruolo di Peter Parker / Spider-Man. È basato maggiormente sulla versione classica del personaggio e vede Lizard (Rhys Ifans) come antagonista principale, oltre all'introduzione di Gwen Stacy (Emma Stone).

### The Amazing Spider-Man 2 - Il potere di Electro(2014)
Il 23 aprile 2014 è uscito il sequel, The Amazing Spider-Man 2 - Il potere di Electro, sempre diretto da Webb, che introduce i personaggi di Harry Osborn/Goblin, Electro, Rhino e Norman Osborn rispettivamente interpretati da Dane DeHaan, Jamie Foxx, Paul Giamatti e Chris Cooper.

### Terzo film cancellato
Il 13 dicembre 2013 Sony annunciò due spin-off, poi cancellati, incentrati su Venom e i Sinistri Sei, che sarebbero dovuti derivare proprio da questo riavvio della saga. Ancora prima dell'uscita del secondo film furono resi pubblici i piani per il futuro della saga: The Amazing Spider-Man 3 sarebbe uscito il 10 giugno 2016 e The Amazing Spider-Man 4 il 4 maggio 2018. Il terzo capitolo è stato infine rimandato al 2018 ed il quarto a data da destinarsi, infine i progetti sono stati cancellati in favore di un reboot con protagonista Tom Holland all'interno dell'MCU.

## Ingresso nel Marvel Cinematic Universe

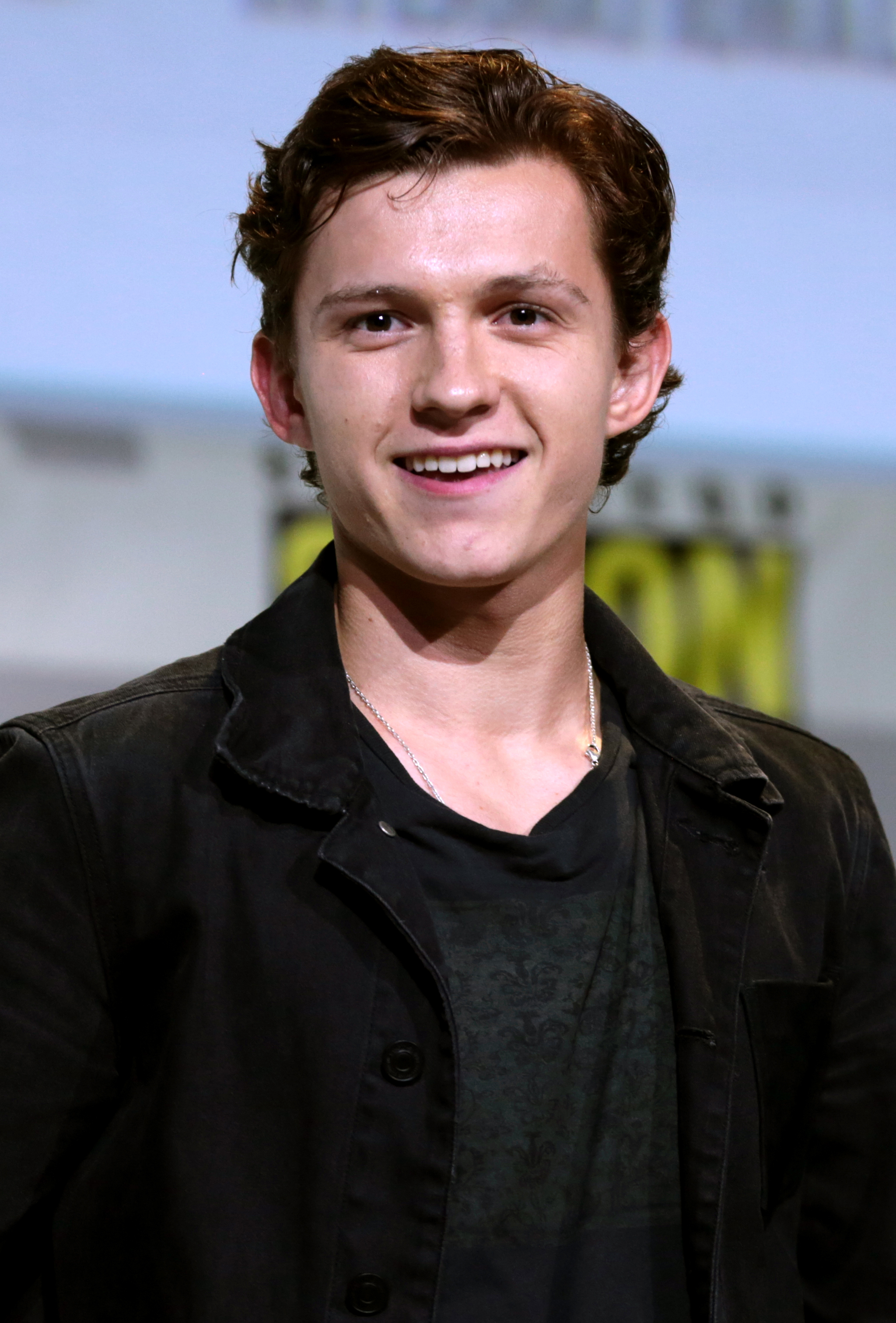
Tom Holland, interprete di Spider-Man nel Marvel Cinematic Universe, a partire dal film Captain America: Civil War del 2016.

Nel dicembre 2014, in seguito alla diffusione di documenti riservati della Sony Pictures, venne rivelato che la Sony e i Marvel Studios avevano discusso della possibilità di inserire Spider-Man nel film del Marvel Cinematic Universe Captain America: Civil War e di conseguenza i diritti cinematografici di Spider-Man divennero condivisi tra Marvel Studios e Sony. Tuttavia le conversazioni non andarono a buon fine, e la Sony pensò di chiamare Sam Raimi per dirigere una nuova trilogia di film.
Tuttavia, il 9 febbraio 2015 Sony Pictures e Marvel Studios hanno annunciato che Spider-Man sarebbe entrato a far parte del Marvel Cinematic Universe; il personaggio sarebbe apparso in un film del Marvel Cinematic Universe e in un film co-prodotto dal presidente dei Marvel Studios Kevin Feige e Amy Pascal e distribuito da Sony. La Sony continuerà a detenere i diritti del personaggio, il controllo finanziario, distributivo e creativo dei film di Spider-Man. La data di uscita del primo film venne fissata al 7 luglio 2017.

### Spider-Man: Homecoming(2017)
Il film venne annunciato nel febbraio 2015 ed è uscito il 7 luglio 2017 negli Stati Uniti. Il film è diretto da Jon Watts da una sceneggiatura di John Francis Daley & Jonathan M. Goldstein, Watts & Christopher Ford e Chris McKenna & Erik Sommers. Tom Holland, Marisa Tomei e Robert Downey Jr. riprendono i rispettivi ruoli di Peter Parker / Spider-Man, May Parker e Tony Stark / Iron Man da Captain America: Civil War; Michael Keaton interpreta Adrian Toomes / Avvoltoio. Le riprese cominciarono nel giugno 2016 ai Pinewood Studios di Atlanta e terminarono a inizio ottobre 2016 a New York. Peter è diventato un eroe di quartiere piuttosto popolare con Tony Stark che continua a tenerlo d'occhio. Durante una festa scopre un commercio di armi chitauriane illegali e pezzi delle sentinelle Ultron, qui fa la conoscenza di Adrian Toomes cosa che gli impone di indagare sulla faccenda e lo porta a seguire i piani dei criminali: tra cui Shocker (Bokeem Woodbine) e il Riparatore (Michael Chernus). Dopo aver sfidato la squadra di Toomes a Washington DC, e a New York, Peter fa fallire il grande furto di un aereo di Stark, e dopo aver battuto Toomes, di cui scopre essere il padre del suo interesse amoroso Liz (Laura Harrier), lo consegna alle autorità per farlo incarcerare. A seguito della vicenda, Tony Stark gli propone di unirsi agli Avengers, ma Peter declina dicendo di voler rimanere al momento solo un eroe di quartiere ottenendo la stima di Iron Man.

### Spider-Man: Far from Home(2019)
Nel dicembre 2016 la Sony annuncia il sequel di Spider-Man: Homecoming, previsto per il 5 luglio 2019. Il 24 giugno 2018 Tom Holland rivela che il film avrà il titolo di Spider-Man: Far from Home, nello stesso periodo Jake Gyllenhaal si unisce al cast per impersonare Quentin Beck / Mysterio. Co-star del film il Nick Fury di Samuel L. Jackson. Il film, con un incasso globale di oltre 1 miliardo e centotrenta milioni di dollari a fronte di un budget di produzione di $160 milioni, si rivela un grande successo. Peter è ancora depresso per la morte del suo amico e mentore Tony Stark. Per questo motivo parte in vacanza estiva con la scuola in Europa per superare il trauma e rivelare alla sua compagna di classe Michelle "MJ" Jones-Watson (Zendaya) cosa prova per lei. Tuttavia durante il viaggio viene reclutato da Nick Fury affinché collabori con Quentin Beck, presentatosi come un guerriero interdimensionale, per sconfiggere mostri di un'altra dimensione chiamati gli Elementali. Spidey e il suo nuovo compagno riescono a sconfiggerli tutti, ma in seguito scopre che Beck è un imbroglione e gli Elementali erano solo una finzione. Peter combatte così contro il malvagio Mysterio a Londra, riuscendo a sconfiggerlo e alla fine a confessare il suo amore a MJ e fidanzarsi con lei. In seguito Peter ritorna a casa ma durante un appuntamento con la sua ragazza viene a sapere con suo shock che, attraverso filmati modificati del suo scontro con lui, Mysterio lo ha incolpato degli attacchi a Londra e del suo omicidio, svelando inoltre la sua identità segreta al mondo intero.

### Spider-Man: No Way Home(2021)
Nell'agosto 2019 i Marvel Studios e Sony ruppero il loro contratto per il personaggio cancellandolo dal Marvel Cinematic Universe. Tuttavia, nel settembre 2019, Marvel e Sony trovano un nuovo accordo e il presidente dei Marvel Studios Kevin Feige annuncia la produzione del terzo film di Spider-Man della saga di Jon Watts. Nel febbraio del 2021 viene annunciato il titolo del film: Spider-Man: No Way Home. La pellicola, oltre a Tom Holland, vede la partecipazione di Tobey Maguire e Andrew Garfield; assistiamo quindi a una riunione storica tra i tre Spider-Man alternativi, provenienti da universi differenti, per combattere insieme una nuova minaccia in comune. Questo ha creato interessanti connessioni tra i personaggi, che ovviamente si somigliano molto pur nella loro diversità. Il film vede anche il grande ritorno dei storici supercriminali come il Green Goblin (Willem Dafoe), il Dottor Octopus (Alfred Molina), l'Uomo Sabbia (Thomas Haden Church), Electro (Jamie Foxx) e Lizard (Rhys Ifans). Nel novembre 2021 la Sony annunciò la messa in cantiere di una nuova trilogia dedicata allo Spider-Man dell'MCU, con il quarto film attualmente in sviluppo. In seguito agli eventi del film Spider-Man: Far from Home, la vita di Peter Parker viene stravolta dopo che Mysterio rivela al mondo la sua identità. Peter chiede aiuto al dottor Stephen Strange (Benedict Cumberbatch) affinché usi la magia per far scordare a tutti la sua identità, ma l'incantesimo non va come previsto e Peter si ritrova a dover affrontare i nemici dagli altri universi alternativi e a scoprire cosa significa davvero essere Spider-Man.

### Partecipazione in altri film del MCU
La primissima apparizione di Peter Parker nel Marvel Cinematic Universe è attribuibile al film Iron Man 2 (2010). In una scena del film, infatti, Tony Stark salva un bambino che indossa una maschera di Iron Man da uno dei droni di Justin Hammer. Nel giugno 2017 Tom Holland rivelò che attraverso un'operazione di retcon la Marvel aveva canonizzato una popolare teoria dei fan e stabilito che il bambino fosse Peter Parker.

#### Captain America: Civil War(2016)
Dopo l'annuncio dell'accordo tra Sony e Marvel Studios venne riportato da più testate giornalistiche che Spider-Man sarebbe stato introdotto in Captain America: Civil War. Entro la fine di maggio 2015 Asa Butterfield, Tom Holland, Judah Lewis, Matthew Lintz, Charlie Plummer e Charlie Rowe fecero dei provini per il ruolo di Spider-Man insieme a Robert Downey Jr., interprete di Iron Man, per testare la chimica tra gli attori. I sei attori vennero scelti da una rosa di oltre 1500 candidati e fecero un provino di fronte a Feige, Pascal e ai Russo. A giugno Feige e Pascal restrinsero la rosa degli attori a Holland e Rowe. Entrambi fecero un nuovo provino insieme a Downey Jr., mentre Holland fece un provino anche con Chris Evans, interprete di Captain America, ed emerse come favorito. Il 23 giugno 2015 i Marvel Studios e Sony Pictures annunciarono Holland come nuovo interprete di Spider-Man. Peter viene reclutato dalla squadra di Tony Stark per combattere contro Captain America e la sua squadra. In attività solo da 6 mesi, fa la guardia nel Queens usando già il nome "Spider-Man", riuscendosi a fabbricare dei lancia-ragnatele e un costume con ciò che trova nel bidoni della spazzatura. Raggiunta la Germania, Stark gli consegna un uniforme avanzata, si unisce alla battaglia combattendo il Soldato d'Inverno (Sebastian Stan), Falcon (Anthony Mackie) e Ant-Man (Paul Rudd), fino a quando non finisce al tappeto. Stark pensando che il ragazzo non sia ancora pronto lo rimanda a casa in modo che non si faccia male.

#### Avengers: Infinity War(2018)
Nel febbraio 2017 è stato confermato che Tom Holland avrebbe ripreso il ruolo di Peter Parker / Spider-Man in Avengers: Infinity War. Nel film, sequel di Avengers: Age of Ultron, vediamo gli Avengers e i Guardiani della Galassia allearsi per combattere Thanos (Josh Brolin), intenzionato a dimezzare le forme di vita dell'universo con il potere delle Gemme dell'infinito. Peter Parker si trova in autobus quando i due membri dell'Ordine Nero, Fauce d'Ebano (Tom Vaughan-Lawlor) e l'Astro Nero (Terry Notary), sorvolano New York con la loro astronave, e grazie ad un diversivo raggiunge il Greenwich Village per aiutare Iron Man, il Dottor Strange (Benedict Cumberbatch) e Wong (Benedict Wong). Peter, con l'armatura Iron Spider, e Iron Man riescono a salire sulla Q-ship e insieme salvano Strange dalle torture di Fauce, che voleva da lui la Gemma del Tempo. Decisi a sfidare Thanos sul suo pianeta, lasciano che l'astronave li porti su Titano, in quel momento Stark nomina Parker membro ufficiale degli Avengers. Atterrati sul pianeta, incontrano il resto dei Guardiani della Galassia: Star-Lord (Chris Pratt), Drax il Distruttore (Dave Bautista) e Mantis (Pom Klementieff) con cui stringono un'alleanza per sconfiggere il loro nemico comune, dopo aver pianificato un modo per batterlo. Al suo arrivo su Titano, Thanos viene sopraffatto da tutti i suoi avversari e Peter riesce quasi a rubare il Guanto dell'Infinito, salvo poi fallire per colpa della rabbia e del dolore di Star-Lord, quando egli scopre che il Titano Pazzo ha ucciso Gamora (Zoe Saldana). Successivamente alla loro sconfitta e all'acquisizione di Thanos di tutte le gemme dell'infinito nel guanto, il Titano schiocca le dita ed annienta metà delle forme di vita universali: Peter è l'unica vittima che percepisce di star per morire (a causa del suo senso di ragno) ed è l'ultimo a dissolversi tra le braccia di Tony Stark.

#### Avengers: Endgame(2019)
Spider-Man riappare nel film Avengers: Endgame, uscito nel 2019. Il film, seguito di Avengers: Infinity War, è il penultimo capitolo cinematografico della cosiddetta Fase Tre, prima di Spider-Man: Far from Home che conclude la "Saga dell'Infinito". Parker torna in vita dopo lo schiocco di Hulk (Mark Ruffalo) e aiuta gli Avengers e tutti gli altri a sconfiggere Thanos e il suo esercito riuscendogli anche a rubare momentaneamente il Guanto dell'Infinito. Sconfitto Thanos, presenzia al funerale di Tony Stark e torna a casa, ricominciando la scuola dove si riunisce con il suo migliore amico, Ned (anche lui fra coloro tornati in vita dopo lo schiocco).

## Spider-verse animato

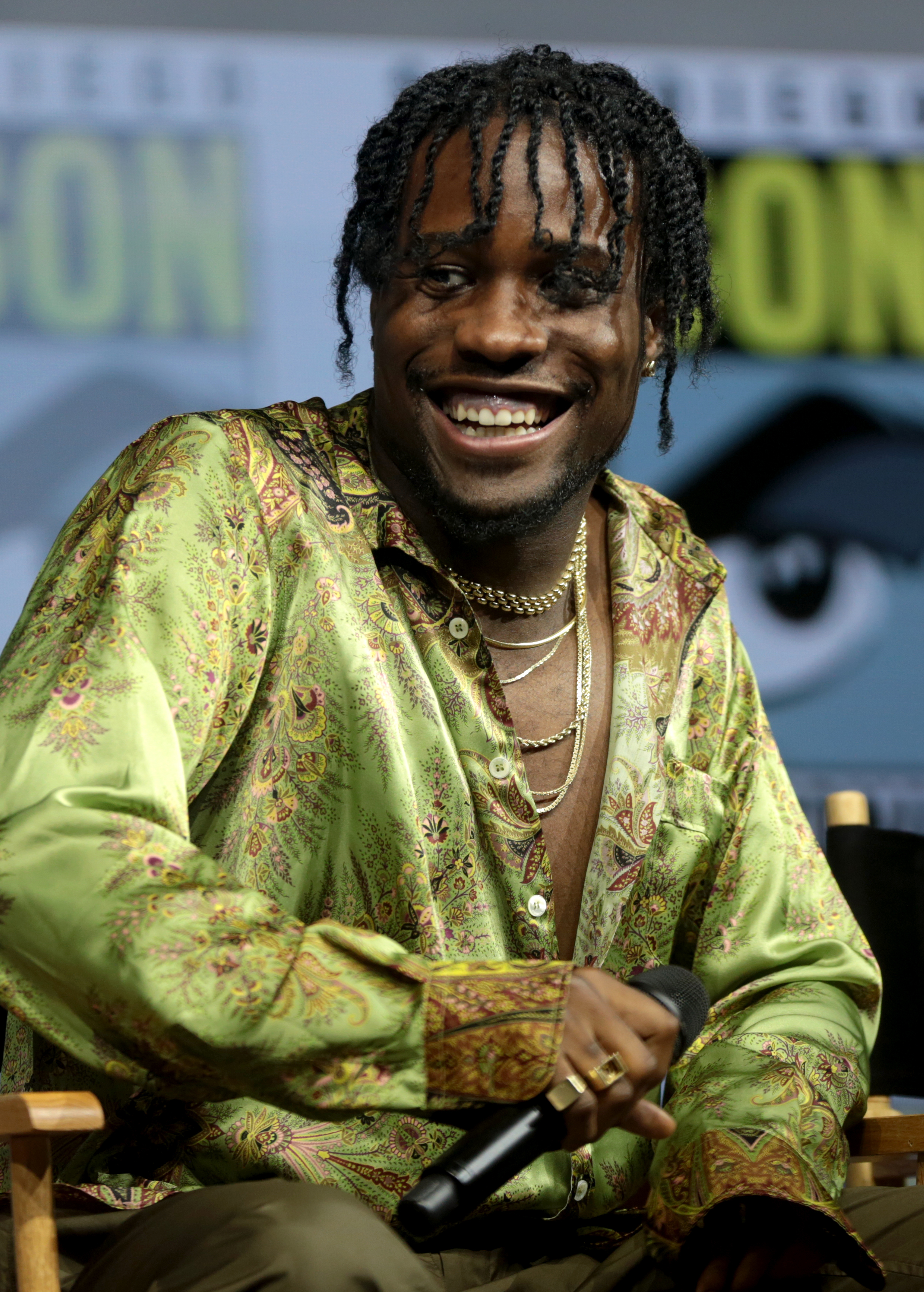
Shameik Moore, doppiatore di Miles Morales nei film d'animazione dello Spider-verse.

### Spider-Man - Un nuovo universo(2018)
Nell'aprile 2015 Sony annunciò che Phil Lord e Chris Miller stavano scrivendo e producendo un film d'animazione dell'Uomo Ragno dal titolo Spider-Man - Un nuovo universo ed era in fase di sviluppo presso la Sony Pictures Animation. Originariamente programmato per essere distribuito il 21 dicembre 2018, Sony annunciò il 26 aprile 2017 che il film sarebbe uscito una settimana prima, il 14 dicembre 2018. La presidente della Sony Pictures Animation, Kristine Belson, svelò il logo del film, con il titolo provvisorio Animated Spider-Man, al CinemaCon 2016, dichiarando che "concettualmente e visivamente [il film] aprirà nuove strade al genere dei supereroi". Il 20 giugno 2016 The Hollywood Reporter ha riferito che il film verrà diretto da Bob Persichetti, Peter Ramsey e Rodney Rothman. Il protagonista del film è Miles Morales, lo Spider-Man dell'universo Ultimate.

### Spider-Man: Across the Spider-Verse(2023)
Nel novembre 2018 è stato rivelato che Spider-Man - Un nuovo universo avrebbe avuto un sequel. Il sequel, che continuerà la storia di Morales e presenterà una storia d'amore con Gwen Stacy / Spider-Gwen, sarà diretto da Joaquim Dos Santos e scritto da David Callaham. Nel febbraio 2021 Christopher Miller ha rivelato che sia lui che Phil Lord stanno scrivendo la sceneggiatura insieme a Callaham e che Peter Ramsey sarebbe stato produttore esecutivo, dopo aver co-diretto il primo film. Ad aprile Kemp Powers e Justin K. Thompson (l'ultimo dei quali aveva precedentemente lavorato come scenografo nel primo film) sono stati annunciati per dirigere il film con Dos Santos. Nell'aprile 2022 viene annunciato che il sottotitolo (parte prima) sarebbe stato rimosso per favorire la separazione dei film e del suo sequel. L'uscita è prevista per il 2 giugno 2023, dopo essere stata posticipata rispetto alla data di distribuzione iniziale del 7 ottobre 2022.

### Spider-Man: Beyond The Spider-Verse
Nel dicembre 2021 Lord e Miller hanno rivelato che il nuovo film sarebbe stato diviso in due parti perché la storia scritta per il sequel era troppo per un singolo film. Il lavoro su entrambe le parti si è svolto contemporaneamente. Il film uscirà il 4 giugno 2027.

### Cortometraggi
Nel 2018 i produttori di Spider-Man - Un nuovo universo, Phil Lord e Christopher Miller, hanno espresso interesse per lo sviluppo di cortometraggi animati.

#### Spider-Ham: Caught in a Ham(2019)
Cortometraggio di 4 minuti scritto e diretto da Miguel Jiron, funge da prequel al film del 2018 Spider-Man - Un nuovo universo. Distribuito il 26 febbraio 2019 insieme all'uscita in formato digitale di Spider-Man - Un nuovo universo e come parte delle uscite in Blu-ray e DVD il 19 marzo. Il 20 settembre 2019 Caught in a Ham è uscito ufficialmente su YouTube da Marvel HQ su licenza di Sony Pictures Animation. John Mulaney riprende il ruolo di Spider-Ham, pochi istanti prima di entrare in un portale dello Spider-Verse.

## Sony's Spider-Man Universe
I lavori su un universo espanso con protagonisti i personaggi secondari dei film di Spider-Man iniziarono nel dicembre 2013; la Sony aveva pianificato di utilizzare The Amazing Spider-Man 2 - Il potere di Electro (2014) per lanciare diversi film spin-off incentrati sui villain fumettistici di Spider-Man, incluso un film su Venom. Tuttavia, dopo la fredda accoglienza di The Amazing Spider-Man 2, sia da parte della critica che del pubblico, questi piani sono stati abbandonati. In seguito, nel febbraio 2015, la Sony ha annunciato di aver stipulato un accordo con i Marvel Studios per collaborare ai futuri film su Spider-Man e integrare il personaggio nel Marvel Cinematic Universe (MCU). Questa collaborazione ha portato alla realizzazione di Spider-Man: Homecoming (2017), Spider-Man: Far from Home (2019) e Spider-Man: No Way Home (2021). Nel frattempo la Sony ha distribuito separatamente Venom (2018) come film stand-alone senza collegamenti con l'Uomo Ragno, che diede inizio a un universo a sé stante noto come Sony's Spider-Man Universe (SSU). Questi è proseguito con i film Venom - La furia di Carnage (2021) e Morbius (2022), i quali stabilirono che l'MCU e il SSU sarebbero stati collegati attraverso il multiverso, concetto esplorato nella pellicola No Way Home.
Nella prima scena dopo i titoli di coda di Venom - La furia di Carnage (2021), i personaggi di Eddie Brock e Venom vengono trasportati dalla loro camera d'albergo in un luogo sconosciuto, dove assistono a una trasmissione in cui J. Jonah Jameson rivela l'identità di Spider-Man, come si vede nel finale di Far from Home. Ciò prosegue nella scena dopo i titoli di coda di No Way Home, in cui Brock e Venom vengono trasportati nel loro universo originale, lasciando dietro di sé un pezzo del simbionte.
In Morbius (2022), Michael Keaton riprende il suo ruolo di Adrian Toomes / Avvoltoio, precedentemente interpretato in Homecoming, dove a causa degli eventi di No Way Home viene trasportato dal suo universo (MCU) in quello di Morbius (SSU), e sapendo che Spider-Man è la causa di ciò, convoca Morbius per lavorare insieme.
Il Peter Parker del SSU ha fatto il suo debutto in Madame Web (2024), in cui si assiste alla sua nascita da parte di Mary Parker, nonostante il nome del bambino non venga mai rivelato.

## Incassi
| Film                                            | Data di distribuzione | Data di distribuzione | Incassi       | Incassi               | Incassi         | Budget    |
| Film                                            | Italia                | Stati Uniti d'America | Italia        | Stati Uniti d'America | Internazionale  | Budget    |
| Spider-Man                                      | 7 giugno 2002         | 3 maggio 2002         | 16059300 €    | 403706375 $           | 821708551 $     | 139000 $  |
| Spider-Man 2                                    | 16 settembre 2004     | 30 giugno 2004        | 18976165 €    | 373585825 $           | 783766341 $     | 200000 $  |
| Spider-Man 3                                    | 1º maggio 2007        | 4 maggio 2007         | 18052986 €    | 336530303 $           | 890871626 $     | 250000 $  |
| The Amazing Spider-Man                          | 4 luglio 2012         | 3 luglio 2012         | 11766000 €    | 262030663 $           | 757930663 $     | 220000 $  |
| The Amazing Spider-Man 2 - Il potere di Electro | 23 aprile 2014        | 2 maggio 2014         | 9143569 €     | 202408526 $           | 708982323 $     | 200000 $  |
| Spider-Man: Homecoming                          | 6 luglio 2017         | 7 luglio 2017         | 8592016 €     | 333616415 $           | 880166924 $     | 175000 $  |
| Spider-Man: Far from Home                       | 10 luglio 2019        | 5 luglio 2019         | 10990444 €    | 390532085 $           | 1131927966 $    | 160000 $  |
| Spider-Man: No Way Home                         | 15 dicembre 2021      | 17 dicembre 2021      | 24938570 €    | 814115070 $           | 1 916 306 995 $ | 200000 $  |
| Totale                                          |                       |                       | 118.519.050 € | 3116525262 $          | 7133730726 $    | 1544000 $ |

## Prodotti derivati
Danny Elfman compose i temi principali della colonna sonora dei film di Sam Raimi, e il brano Hero, scritto ed interpretato da Chad Kroeger e presente nell'album Music from and Inspired by Spider-Man, raggiunse alti piazzamenti nelle classifiche mondiali.
I tre capitoli realizzati da Raimi vennero concretizzati inoltre da altrettanti adattamenti videoludici, Spider-Man, Spider-Man 2 e Spider-Man 3. Lo stesso tipo di carattere usato per i titoli dei film venne inoltre impiegato nel font della console PlayStation 3.
Hasbro si occupò invece di realizzare giocattoli ed action figure legati a tali film, e tra il 2002 e il 2004 vennero realizzati alcuni set LEGO ispirati ai primi due film.